# Rumex spiralis
Rumex spiralis är en slideväxtart som beskrevs av John Kunkel Small. Rumex spiralis ingår i släktet skräppor, och familjen slideväxter. Inga underarter finns listade i Catalogue of Life.